# آنا علي
آنا علي (بالإنجليزية: Anna Ali)‏ هي راهبة كينية، ولدت في 29 ديسمبر 1966، وتوفيت في 6 يونيو 2012.